# Râul Băligoasa
Râul Băligoasa este un curs de apă, afluent al râului Sărățel. 

## Hărți
- Harta Județului Buzău